# Aristias antarcticus
Aristias antarcticus is een vlokreeftensoort uit de familie van de Aristiidae. De wetenschappelijke naam van de soort is voor het eerst geldig gepubliceerd in 1906 door Walker.